# (1146) Biarmia
(1146) Biarmia ist ein Asteroid des Hauptgürtels, der am 7. Mai 1929 vom russischen Astronomen Grigori Nikolajewitsch Neuimin in Simejis entdeckt wurde.
Der Name ist abgeleitet vom Bjarmaland, einem Gebiet, das aus den Legenden der Wikingerzeit bekannt ist.